# Рабаб
Рабаб (арабски: الربابة) е един от най-старите струнни арабски инструменти, наречен така не по-късно от 8 век и добил голямо разпространение чрез исляма. Използва се в народна музика на Египет и в класическата на Ирак. Представлява дървен, широк прът, който завършва с два странични щифта. Резониращото тяло е малко и е направено от черупката на кокосов орех, отрязан наполовина и обвит с животинска кожа. Има две струни от конска грива и се свири с лък.
Съществуват два основни типа рабаб – двуструнният „рабаб на певеца“ (rabâb al mughnanni) и еднострунният „рабаб на поета“ (rabâb-ech-châir). Първият вид е с дълга шийка, малка резонаторна кутия и е доста близък до кемането. Шийката на двуструнния инструмент в Андалусия представлява непосредствено продължение на резонаторната кутия, с която се слива в едно общо цяло. Вторият тип, с една струна, се среща при номадските народи в Южно Мароко под името рибаб.

В Близкия изток инструментът се среща с имената рабоб, рубаб, а наименованието му в Таджикистан и Кашгар в Китай е рубоб.